# Logical Block Addressing
LBA (ang. Logical Block Addressing, pol. Logiczne Adresowanie Bloków) – metoda adresowania pamięci masowej przez system operacyjny. W LBA stosuje się prosty schemat adresowania liniowego. Bloki są adresowane przez kolejne liczby naturalne, przy czym pierwszy blok ma numer LBA 0, drugi – 1 i tak dalej.
System LBA został wprowadzony dla pokonania granicy 528 MB = 504 MiB (1024×16×63 sektorów), w standardzie EIDE używający wcześniej metodę cylinder, głowica, sektor (ang. Cylinder Head Sector). W metodzie LBA, dokonuje się tzw. translacji adresów, czyli zamiany numerów głowicy, cylindra i sektora na ich logiczny odpowiednik, czyli numer sektora licząc od początku. Odpada więc skomplikowana adresacja za pomocą cylindrów, głowic i sektorów. 
Wzór na obliczanie LBA:
{\displaystyle LBA=(numer\ cylindra\ *\ liczba\ glowic\ na\ cylinder\ +\ numer\ glowicy)\ *\ liczba\ sektorow\ na\ sciezke\ +\ numer\ sektora\ -1}